# Всесоюзный институт экспериментальной медицины
Всесоюзный институт экспериментальной медицины им. А. М. Горького (ВИЭМ) при Совете Народных Комиссаров СССР — проект 1930—1940-х годов по организации в Москве, в районе Октябрьского поля, междисциплинарного научного центра по объединению медицинских и биологических наук для всестороннего изучения закономерностей человеческого организма в условиях нормы и патологии. Как административный мегапроект ВИЭМ послужил прототипом и институциональной моделью Академии медицинских наук СССР (АМН СССР), созданной в 1944 году — десятилетие спустя после перевода ВИЭМ в Москву и фактически на базе этого института.
Построенные к 1944 году на Октябрьском поле здания ВИЭМ стали инфраструктурой для новых учреждений, создаваемых в рамках Атомного проекта СССР.

## История
С 1930 года по инициативе писателя Максима Горького велась проработка идеи директора ИЭМ Л. Н. Федорова по организации Всесоюзного института для всестороннего изучения человека. Декретом Совета Народных Комиссаров СССР от 15 октября 1932 г. «О Всесоюзном институте экспериментальной медицины» Институт экспериментальной медицины в Ленинграде был реорганизован во Всесоюзный Институт Экспериментальной Медицины (ВИЭМ).
В Ленинграде давно (с 1890 г.) существовал Институт экспериментальной медицины (ИЭМ) — старейшее медицинское научно-исследовательское учреждение страны... Всесоюзный институт экспериментальной медицины создавался на базе ИЭМа, но ставил перед собой гораздо более крупные задачи. Он должен был объединить всю медицинскую и биологическую науку, поставив ее на службу человеку. Душой всего этого крупного начинания был директор ИЭМа Лев Николаевич Федоров, фигура очень колоритная и интересная... Мечтой, овладевшей Федоровым, было создание огромного всесоюзного института. Сам фанатик этой идеи, он сумел заразить ею А.М. Горького, который стал как бы духовным отцом этого начинания. На квартире у Горького, в Москве, собирались члены Правительства и видные ученые, чтобы обсудить планы создания ВИЭМа. Было решено, что центром ВИЭМа будет Москва
— Из книги Е.М. Крепса «О прожитом и пережитом». М.: «Наука», 1989 — http://www.infran.ru/vovenko/60years_ww2/kreps_memo1.htm
В качестве главного научно-исследовательского медицинского центра СССР ВИЭМ должен был выполнять следующие функции: 1) разрешение важнейших практических проблем в области новых методов лечения и профилактики (борьба с раком, гриппом, малярией, скарлатиной и пр.); 2) внедрение полученных результатов экспериментальной работы в практику лечебных учреждений; 3) усиление работы в области разработки современного оборудования как для научно-исследовательских целей, так и для практического применения в области диагностики и лечения; 4) повышение квалификации кадров научно-исследовательских институтов и вузов.
В 1934 году было принято решение о переводе основной научно-клинической базы института в Москву.
1. Для размещения ВИЭМ предоставить 7 тыс. м², площади (2 этажа) в заканчиваемом строительством здании института экономики, организации и оздоровления труда ВЦСПС по Ленинградскому шоссе.

2. Передать ВИЭМ помещение Биохимического института им. Баха и института Экспериментальной биологии профессора Кольцова (Воронцово поле).

3. По вопросу о строительстве ВИЭМ предложить ВИЭМ представить в СНК СССР в декадный срок план всего строительства, размеры его и расчеты на 5 лет с ежегодным введением в эксплуатацию части отстроенных помещений. Размер ассигнований на строительство определить СНК СССР.

14. Предрешить развертывание строительства ВИЭМ в район Всехсвятского в направлении к Москве-реке на месте теперешнего полигона.

Обязать т.т. Кагановича, Булганина, Филатова и Корка в 10-дневный срок подыскать недалеко от Москвы место для размещения полигона.
— Из Постановления ЦК ВКП(б) «О размещении в г. Москве учреждений Академии Наук СССР и ВИЭМ». Утверждено Политбюро ЦК ВКП(б) 13 июня 1934 г. II По ВИЭМу.
Всесоюзный институт экспериментальной медицины вплоть до 1944 г. был основным комплексным медицинским научно-исследовательским учреждением СССР, нацеленным на всестороннее изучение человека. Огромный объем задач, возложенных правительством на ВИЭМ, обусловил непрерывную работу по совершенствованию и развитию структуры этого учреждения. Самой сложной проблемой явилось создание единого комплекса экспериментальной и клинической медицины, объединение представителей различных научных направлений. Годы Великой Отечественной войны нанесли серьезный удар по ВИЭМ и сделали актуальной задачу организации Академии медицинских наук.

## Архитектурный проект

Расположение корпусов ВИЭМ, ЦИЭМ и 2-го ММИ на современной карте: чёрный — нереализованные строения ВИЭМ; синий — нереализованные строения кампуса 2-го ММИ; красный — реализованные строения ВИЭМ, ЦИЭМ (3 корпуса, виварий и жилой дом) и 2-го ММИ (детская клиника); темно-красный — не сданные корпуса будущих ФМБЦ им. Бурназяна, НИЦ «Курчатовский институт» и других учреждений.

В создании генерального проекта ВИЭМ им. Горького принимали участие архитекторы Н. Е. Лансере, В. А. Щуко, Б. К. Рерих, С. С. Некрасов и другие. Согласно утвержденному генеральному плану, комплекс ВИЭМа занимал площадь около 65 гектаров, на которой создавался целый научный городок, включавший соматическую клинику, клинику здорового и больного ребёнка, психиатрическую клинику, камеры для искусственного климата, библиотеку на 300 тысяч томов, помещения для музея и выставок, жилые корпуса для научных сотрудников, предприятия сферы обслуживания. Общая кубатура всех сооружений составляла 900 тысяч кубических метров, стоимость строительства определялась в 100 миллионов рублей. Авторами рабочего проекта ВИЭМа являлись Б. К. Рерих и Н. Е. Лансере.
Согласно рабочему проекту все здания института включали около 6500 комнат, в основном для лабораторий, причем с соответствующим оборудованием. На строительство требовалось 75 миллионов штук кирпича, 57 тысяч тонн цемента, 135 тысяч кубометров лесоматериалов, 27 тысяч тонн железа, 380 тысяч кубометров песка и гравия. Научный городок ВИЭМа должен был потреблять в сутки более 200 тысяч киловатт-часов электроэнергии, 7,5 миллиона кубометров газа ежегодно.
Участок к востоку от ВИЭМа предназначался для внушительного комплекса 2-го Московского медицинского института. Его проект разрабатывала 2-я архитектурно-проектная мастерская Наркомздрава РСФСР под руководством французского архитектора Андре Люрса. На обширной площадке должны были разместиться около двух десятков зданий различного назначения — учебные корпуса, клиники, научные лаборатории, хозяйственные постройки.
К северу от ВИЭМа должен был разместиться Центральный институт эпидемиологии и микробиологии (ЦИЭМ), созданный в 1931 году путем объединения Государственного бактериологического института, Центрального государственного оспенного и Микробиологического институтов. Проект институтского комплекса разрабатывался в 1935—1937 годах под руководством Б. К. Рериха.
Помимо уже названных, в медицинском городке на Октябрьском поле планировалось размещение Всесоюзного института санитарии и гигиены, Травматологического института, Института охраны материнства и младенчества. Для снабжения их электроэнергией и теплом намечалось сооружение самостоятельной ТЭЦ.
Пока на Октябрьском поле шла грандиозная стройка, временным помещением для ВИЭМа стал только что выстроенный корпус Института охраны труда во Всехсвятском (современный адрес — Балтийская улица, 8).
Подстроенный к 1939 году комплекс ВИЭМ включал в себя следующие здания:
- Главный корпус ВИЭМ (строительство в 1932—1935 гг., проект А. С. Фуфаева и А. Т. Капустиной; строительство вел трест «Теплобетон» (рук. — инженер И. П. Лунден). Нынешний адрес постройки: Балтийская улица, д.8.
- Жилой дом для сотрудников института. Нынешний адрес постройки: Часовая улица, 27 (снесён в 2023 году).
- Бруцеллезная лаборатория (строительство в 1935—1936 гг., проект Б. К. Рериха) — представляло собой двухэтажное здание с одноэтажной пристройкой для собак. Нынешний адрес постройки — 1-й Балтийский переулок, д.1.
- Три лабораторных корпуса ВИЭМа на Октябрьском поле. В настоящее время находятся на территории Института неорганических материалов имени академика А. А. Бочвара: Корпус А (Адрес: ул. Рогова, 5а, строение 4); Корпус Б (снесен); Корпус С (находится на территории НИЦ «Курчатовский институт», Здание № 21, в настоящее время — Институт молекулярной физики НИЦ «Курчатовский институт»).
- Служебный корпус ВИЭМа (в настоящее время находится на территории НИЦ «Курчатовский институт». Адрес: пл. Академика Курчатова, д.1 строение 19);
- Детская инфекционная клиника 2-го ММИ (в 1942 г. здание передано под Центральный госпиталь войск НКВД. В настоящее время — главный корпус Главного клинического госпиталя МВД. Адрес: ул. Народного Ополчения, д.35 стр.2);
- Три корпуса микробилогического института (на территории НИИ эпидемиологии и микробиологии им. поч. ак. Н. Ф. Гамалеи).
- Жилой дом «НИИ Эпидемиологии и микробиологии». Проект В. И. Яковлева. Адрес: ул. Живописная, 52.

## Организационная структура
При переводе ВИЭМ в Москву, в его состав был включен Биохимический институт им. Баха, подразделения которого образовали сектор химии ВИЭМ. После переезда ВИЭМ в Москву возникли отделы физиологии человека (И. П. Разенков), физиологии центральной нервной системы (П. К. Анохин), физиологии и патологии органов чувств (Н. И. Гращенков), физиологической химии (акад. Л. С. Штерн, С. Я. Капланский), морфологии человека (Б. И. Лаврентьев), биологической физико-химии (Д. Л. Рубенштейн), органической химии (акад. Н. Д. Зелинский), паразиологии (акад. Е. Н. Павловский), вирусов (А. А. Смородинцев), и др.
Уже в начале 1940-х годов в институте работали 3000 человек, из которых 500 были известные ученые и исследователи. Ежегодный бюджет института достигал 30 млн руб.. По состоянию на январь 1943 года структуру института составляли следующие подразделения:
1. Отдел экспериментальной биологии (зав. — проф. А. Г. Гурвич) — с 1945 г. Институт экспериментальной биологии АМН СССР, с 1969 — Институт медицинской генетики АМН СССР, в настоящее время Медико-генетический научный центр.
1.1 лаборатория экспериментальной биологии, зав. — проф. А. Г. Гурвич;
1.2 лаборатория экспериментальной биофизики с физико-технической группой, зав. — проф. Г. М. Франк.
2. Отдел общей физиологии (зав. — проф. И. П. Разенков):
2.1 лаборатория пищеварения, зав. — проф. И. П. Разенков;
2.2 лаборатория сердечно-сосудистой системы и дыхания, зав. — проф. М. Е. Маршак;
2.3 лаборатория витаминологии, зав. — А. И. Чаркес;
2.4 лаборатория морфологическая, зав. — проф. Ю. М. Лазовский;
2.5 лаборатория биохимическая.
3. Отдел физиологии нервной системы (зав. — проф. П. К. Анохин) — с 1944 г. Институт физиологии АМН СССР, в настоящее время Научно-исследовательский институт нормальной физиологии имени П. К. Анохина;
3.1 лаборатория электрофизиологии;
3.2 лаборатория высшей нервной деятельности;
3.3 лаборатория нейрофизиологии;
3.4 лаборатория морфологическая;
4. Отдел физиологии и патологии органов чувств (зав. — член-корр. Н. И. Гращенков)
4.1 лаборатория физиологии и патологии слуха, зав. — проф. Н. В. Тимофеев;
4.2 лаборатория физиологии и патологии зрения;
4.3 лаборатория общей физиологии органов чувств.
5. Отдел морфологии (зав. — проф. Б. И. Лаврентьев) — с 1945 г. Институт нормальной и патологической морфологии, в настоящее время — Институт морфологии человека.
5.1 лаборатория патологической морфологии
5.2 лаборатория гистологии, зав. — проф. Б. И. Лаврентьев;
5.3 лаборатория экспериментальной онкологии, зав. — проф. Л. М. Шабад;
6. Отдел биохимии (зав. — акад. Я. О. Парнас) — с 1945 г. Институт биологической и медицинской химии АМН СССР, в настоящее время - НИИ биомедицинской химии имени В. Н. Ореховича.
6.1 лаборатория химии углеводного обмена;
6.2 лаборатория химии белкового обмена, зав. — проф. А. Е. Браунштейн;
6.3 лаборатория химии витаминов, зав. — проф. М. М. Шемякин;
6.4 лаборатория химии стеринов, зав. — проф. М. И. Ушаков;
6.5 лаборатория тканевого обмена, зав. — проф. С. Я. Капланский;
6.6 лаборатория химии роста, зав. — проф. В. Н. Орехович.
7. Отдел общей патологии (зав. — акад. А. Д. Сперанский) — в настоящее время Научно-исследовательский институт общей патологии и патофизиологии.
7.1 лаборатория гистологии, зав. — проф. М. Л. Боровский;
7.2 лаборатория экспериментальной патологии, зав. — С. И. Лебединская;
7.3 лаборатория инфекции и иммунитета, зав. — О. Я. Острый;
7.4 лаборатория возрастной физиологии и патологии, зав. — проф. И. А. Аршавский;
7.5 лаборатория химическая, зав. — Г. С. Салтыков.
8. Отдел патологической физиологии
9. Отдел фармакологии (зав. — проф. В. М. Карасик):
9.1 лаборатория экспериментальной фармакологии, зав. — проф. В. М. Карасик;
9.2 лаборатория токсикологии;
9.3 лаборатория химиотерапевтических препаратов, зав. — проф. К. А. Кочетков.
10. Отдел паразитологии (зав. — акад. Е. Н. Павловский):
10.1 лаборатория экспериментальной паразитологии, зав. — проф. П. А. Петрищева;
10.2 лаборатория паразитарных заболеваний, зав. — проф. Н. И. Латышев.
11. Отдел вирусологии (зав. — проф. А. А. Смородинцев) — в настоящее время Институт вирусологии им. Д. И. Ивановского.
11.1 лаборатория общей вирусологии, зав. — проф. А. А. Смородинцев;
11.2 лаборатория частной вирусологии, зав. — Е. Н. Левкович;
11.3 лаборатория химии вирусов, зав. — В. И. Товарницкий.
12. Отдел химии микробов и иммунитета (зав. — проф. З. В. Ермольева):
12.1 лаборатория антибактериальных агентов, зав. — Л. А. Якобсон;
12.2 лаборатория химии иммунитета, зав. — А. П. Конников;
12.3 лаборатория химии микробов, зав. — М. М. Левитов;
12.4 лаборатория иммунологии, зав. — К. Т. Халяпина;
12.4 спецлаборатория, зав. — проф. З. В. Ермольева.
13. Отдел туляремии и бруцеллеза (зав. — проф. Л. М. Хатеневер):
13.1 лаборатория туляремии, зав. — проф. Л. М. Хатеневер;
13.2 лаборатория бруцеллеза, зав. — д-р Х. С. Котлярова.
14. Хирургическая клиника с вспомогательными лабораториями (зав. — проф. А. В. Вишневский) — в настоящее время Институт хирургии имени А. В. Вишневского.
15. Хирургическая клиника с вспомогательными лабораториями.
16. Терапевтическая клиника с вспомогательными лабораториями — в настоящее время Российский кардиологический научно-производственный комплекс.
17. Клиника нервных болезней (зав. — член-корр. Н. И. Гращенков) — в настоящее время Научный центр неврологии.
17.1 лаборатория гистопатологии, зав. — проф. П. Е. Снесарев;
17.2 лаборатория микробиологическая, зав. — проф. П. П. Сахаров;
17.3 лаборатория вирусологическая, зав. — М. П. Чумаков;
17.4 лаборатория физиологическая;
17.5 лаборатория биохимическая.
18. Инфекционная клиника с вспомогательными лабораториями:
18.1 лаборатория цитологии, зав. — проф. О. Б. Лепешинская;
18.2 лаборатория физиологии белкового обмена, зав. — И. П. Чукичев.
19. Ленинградский филиал (директор — д.м.н. С. Х. Мусаэлян), в дальнейшем вновь преобразован в Институт экспериментальной медицины.
19.1 Отдел физиологии им. акад. И. П. Павлова с клинической группой при нем — зав. пров. П. С. Купалов;
19.2 Отдел морфологии — зав. проф. А. А. Заварзин;
19.3 Отдел общей физиологии с клинической группой при нем — зав. проф. К. М. Быков;
19.4 Отдел патологии обмена с клинической группой при нем — зав. проф. И. А. Пигалев;
19.5 Отдел общей микробиологии с клинической группой при нем — зав. проф. В. И. Иоффе;
19.6 Отдел патологической морфологии — зав. акад. Н. Н. Анчиков.
20. Сухумский филиал (директор — к.м.н. Г. А. Левитина) с питомником обезьян и лабораториями являлся базой экспериментальных работ на обезьянах для основных отделов ВИЭМа. С 1944 г. — Медико-биологическая станция АМН СССР, с 1958 г. — Институт экспериментальной патологии и терапии АМН СССР, в настоящее время — Институт экспериментальной патологии и терапии Академии наук Абхазии.

## Издательская деятельность
В 1933 году при ВИЭМе было основано издательство, выпускавшее, помимо отдельных монографий и сборников трудов, периодические издания: «Бюллетень ВИЭМ при СНК СССР» (в настоящее время — «Бюллетень экспериментальной биологии и медицины») и «Архив биологических наук» (журнал издавался в 1892—1941 гг. Институтом экспериментальной медицины, печатались работы преимущественно по биохимии, микробиологии и физиологии).

## Завершение проекта
В 1936 году, со смертью А. М. Горького, ВИЭМ лишился своего основного защитника во властных структурах. Дело в том, что по замыслу своих основателей, основной целью института было радикальное продление жизни человека посредством всестороннего изучения организма и последовательной борьбы с отдельными болезнями.
Человек должен как выяснить тайны природы, так и создавать свои новые законы природы... Наука должна стать главным инструментом борьбы за бессмертие.
— А.М. Горький.

В июне 1936 г. умер Горький, и уже в июле 1936 года было принято постановление СНК СССР, по которому направления исследований института были переориентированы в прикладную область.
1. Предложить ВИЭМ'у так перестроить свою научно-теоретическую работу на основе обобщения огромного опыта научно-исследовательской и практической работы в Союзе ССР, с должным широким учётом опыта других стран, чтобы направить ее на разрешение важнейших практических проблем в области новых методов лечения и профилактики, в особенности таких заболеваний, как рак, туберкулёз, грипп, малярия, тиф, скарлатина, ревматизм.

2. В целях дальнейшего развития экспериментальной работы ВИЭМ'а и работы по внедрению полученных им результатов обязать ВИЭМ и НКЗдрав РСФСР развернуть клиническую базу ВИЭМ'а и опорные клинические пункты в системе Наркомздрава, для чего обязать НКЗдрав РСФСР передать ВИЭМ'у 350—400 клинических коек в Москве и совместно с ВИЭМ'ом установить те клинические учреждения в системе Наркомздрава, в которых должны испытываться методы лечения и профилактики, установленные ВИЭМ'ом, и разрабатываться, в соответствии с современными достижениями в других странах, техника их широкого применения в лечебной практике.

3. Для скорейшего распространения полученных ВИЭМ'ом достижений обязать ВИЭМ организовать в своих клиниках и лабораториях систематическое повышение квалификации преподавательского состава медицинских институтов и работников медицинских научно-исследовательских институтов — ежегодно не менее 100 человек, по согласованию с народными комиссариатами здравоохранения союзных республик.

4. Обязать ВИЭМ установить постоянную связь с другими научно-исследовательскими институтами и учреждениями наркомздравов союзных республик и принимать деятельное участие в организации съездов и совещаний по вопросам медицинской науки.
— Постановление СНК СССР от 15 июля 1936 г. № 1272 "О работе Всесоюзного Института Экспериментальной Медицины имени А. М. Горького при СНК Союза ССР"
Уже 20 июля 1936 года СНК СССР было принято постановление о создании Народного комиссариата здравоохранения СССР во главе с Г. Н. Каминским, по которому ВИЭМ перешел в его подчинение.
Со временем все больше преобладало мнение, что ВИЭМ перестал справляться со своими задачами и не оправдал тех надежд, которые на него возлагали СНК и Народный комиссариат здравоохранения (НКЗ) СССР. Основной претензией к Институту стал его отрыв от практической медицины в целом и от деятельности НКЗ СССР и подчиненных ему отраслевых НИИ, в частности.
Начиная с 1938 г. работа ВИЭМ подвергалась активному обсуждению со стороны Ученого медицинского совета НКЗ СССР и Коллегии НКЗ СССР. С одной стороны, руководство НКЗ и ВИЭМ осознавало, что институт уже перерос рамки единого комплексного центра, с другой стороны — в рамках только ВИЭМ фактически невозможно было реализовать постановление СНК СССР от 15 июля 1936 г., так как для разработки всех проблем, в нем перечисленных, требовалось создание целого ряда клинических учреждений и ряда новых теоретических лабораторий, что было признано нерациональным в пределах одного института. Положение института также усугубляло замедление строительства основных корпусов института на Октябрьском поле в конце 1930-х, вызванное скептическим отношением в оценках результатов проекта.
Ситуация усугублялась наличием системы научных институтов НКЗ, в которой к 1941 г. находились 213 научно-исследовательских институтов, 70 научно-исследовательских лабораторий, а также 72 высших учебных заведения, разрабатывавших проблемы, порученные ВИЭМ постановлением СНК СССР.
Окончательно идея потеряла актуальность в связи с началом Великой Отечественной войны, окончанием капитального строительства и эвакуацией в тыл многих подразделений института (например, хирургической клиники А. В. Вишневского).
В 1944 году организационные структуры ВИЭМ стали основой для создания системы научных институтов Академии медицинских наук СССР, а подготовленные участки землеотвода и построенные корпуса были переданы под нужды Института специальных металлов НКВД и Лаборатории № 2 АН СССР.
Считая всемирное развитие добычи урановых руд и производства урана важнейшей государственной задачей, Государственный Комитет Обороны постановляет:
7. Обязать НКВД СССР (т. Берия):
а) организовать в системе НКВД СССР научно-исследовательский институт по урану, присвоив ему наименование «Институт специальных металлов НКВД» (Инспецмет НКВД).
Возложить на Инспецмет НКВД изучение сырьевых ресурсов урана и разработку методов добычи и переработки урановых руд на урановые соединения и металлический уран;

б) построить в районе Москвы завод по производству урановых соединений и металлического урана.

8. Разрешить НКВД СССР разместить Инспецмет НКВД и завод по производству урановых соединений и металлического урана на территории и в помещениях, ранее принадлежавших ВИЭМ.

9. Поручить НКВД и Наркомцвет в 15-дневный срок предоставить предложения по организации Инспецмета, перечень передаваемых ему Наркомцветом лабораторий, список передаваемых специалистов.

Председатель ГКО И. Сталин.
— Из постановления Государственного комитета обороны № 7102 от 8 декабря 1944 г. "О мероприятиях по обеспечению развития добычи и переработки урановых руд"